# Tonndorf (Thuringe)
Tonndorf est une municipalité allemande du land de Thuringe, située dans l’arrondissement du Pays-de-Weimar, au centre de l’Allemagne. En 2015, sa population est de 644 habitants.

## Source de la traduction
- (de) Cet article est partiellement ou en totalité issu de l’article de Wikipédia en allemand intitulé « Tonndorf (Thüringen) » (voir la liste des auteurs).